# Marc-André ter Stegen
Marc-André ter Stegen (Mönchengladbach, 30. travnja 1992.) je njemački nogometaš nizozemskog porijekla koji trenutačno igra za španjolski nogometni klub FC Barcelona i njemačku nogometnu reprezentaciju. Profesionalnu karijeru je započeo u 2009. godini u drugoj momčadi Borussije Mönchengladbacha. Nakon četiri sezone u Bundesligi s Borussijom Mönchengladbach, za koju je odigrao 108 utakmica, prešao je Ter Stegen u FC Barcelonu. U Barceloni je potpisao petogodišnji ugovor i tako postao nasljednik Víctora Valdésa. Odšteta za ovaj transfer je bila 12 milijuna eura. U svojoj prvoj sezoni je osvojio Priméru Division, Kup Kralja i Ligu prvaka. Za njemačku nogometnu reprezentaciju je debitirao u 2012. godini i skupio je 5 nastupa za Die Elfe. U svibnju te godine je odigrao prvu utakmicu za domovinu protiv Švicarske. Njemački nogometni izbornik objavio je u svibnju 2016. popis za nastup na Europsko prvenstvo u Francuskoj, na kojem je se nalazio Ter Stegen.